# منظمة بناء الموارد عبر المجتمعات
تُعد براك مؤسسة دولية للتنمية مقرها بنجلاديش وهى أكبر مؤسسة تنموية غير حكومية في العالم نظراً لاعداد الموظفين بها تبعا لشهر سبتمبر عام 2016.أسسها السيد فازل حسن عابد عام 1972 بعد استقلال البنجلاديش وتوجد المؤسسة في 64 مقاطعة داخل البنجلاديش كما توجد أيضًَا في 11 دولة في آسيا وأفريقيا والامريكتين.حسب قول المؤسسة إنها تُوظف أكثر من مائةُ الف شخص منهم حوالى 70% من النساء وأن خدماتها تصل لأكثر من 126 مليون شخص.تُمول المؤسسة نفسها بشكل جزئى عن طريق بعض المشاريع الاجتماعية التي تتضمن مشاريع للغذاءوالالبان وسلسلة من محلات البيع بالتجزئة للاعمال اليدوية والدجاج والحبوب تدعى آرونج كما تملك المؤسسة مشاريع في أربعة عشر دولةً في العالم.

## التنمية الاقتصادية
يُعد تمويل المشروعات الصغيرة الذي تم طرحه عام 1974 هوأقدم مشروعات المؤسسة ويشمل جميع أنحاء البنجلاديش.حيث يتم إمداد الريفيات الفقيرات اللاتي لا مأوى لهن بقروض ذات إعفاء ضريبي كى يتمكن من خلق دخل اقتصادي وتحسين مستوى معيشتهن.
أمد برنامج  الائتمانات بالغة الصغر قروض بما يفوق مليار وتسعة من عشرة دولار في خلال الأربعين سنة الأولى حيث أن 95% من مستخدمى القروض الصغيرة من النساء.
حسب ما قالته المؤسسة أن إعادة الدفع تفوق 98% وتم إعادة برامج تمكين المجتمع لكل الدولة عام 1988.
أسست الشركة معارض البيع بالتجزئة عام 1987 ولقبته بسوق القرية حيث يتم توزيع المنتجات والتسويق لها عن طريقة السكان الأصليين حيث تضم 65 ألف حرفي وتبيع الذهب والفضة والمجوهرات والمنتجات الجلدية وغيرها.

## التعليم
تُعد براك إحدى أكبر المنظمات الغير حكومية المهتمة بالتعليم الابتدائى في البنجلاديش.أصبح لديها أكثر من 22,700 مدرسة ابتدائية غير حكومية  في نهاية عام 2012 مع إدراج أكثر من 670,000 طفل.تُكون مدارسها ثلاث أرباع المدارس الابتدائية الغير حكومية في الدولة.
تمد برامج التعليم لدى المنظمة بالتعليم الابتدائى الغير الرسمى للمتسربين من النظام الحكومى للتعليم وخاصةً الأطفال الريفين الفقراء.
تتكون المدرسة من فصل واحد ومعلم واحد وعدد لا يزيد عن ثلاثةً وثلاثين من الطلاب وتشمل المواد الأساسية الرياضيات والعلوم الاجتماعية واللغة الإنجليزية. توفر المدرسة أيضاً الأنشطة.تمدهم الحوافز المدرسية بالطعام والسماح بساعات التعليم المرنة كما أنها أيضا توفر المنح تبعا لأداؤهم الدراسى.
قلصت البنجلاديشش الفجوة بين الرجل المرأة فيما يتعلق بالذهاب للمدرسة. يعود التقدم في التحاق الفتيات بالمدارس وخاصة في التعليم الابتدائى إلى مؤسسة براك.حيث أن 60% من طلاب المدارس فتيات.

## الصحة العامة
بدأت المؤسسة بإمداد برامج الرعاية الصحية الأولية عام 1972 بالتركيز المبدئي على المسعفين وبرامج التمويل الذاتي للتأمين الصحي ثم امتد البرنامج ليشمل خدمات رعاية صحية متكاملة.
عام 2007 تم تقييم أثر المؤسسة في البرامج التوسعية ذات التمويل الصغير في شمال شرق البلاد وأثبتت زيادة الوعي فيما يتعلق بالأمور القضائية شاملةً الزواج والطلاق بين النساء المشاركات في برامج المؤسسة وزيادة على ذلك ارتفعت ثقة النساء المشتركات في أنفسهم مع ملاحظة انخفاض أعداد العنف المنزلي.
إن إلقاء الحمض على وجوه النساء واحدة من أهم القضايا التي انخفضت بنسبة 15-20% سنويا منذ تم سن تشريعات تتعلق بتلك القضية عام 2002.

## تخفيف الكوارث
تُعد مؤسسة بناء الموارد عبر المجتمعات واحدة من أكبر المنظمات الغير حكومية التي تصدت لأعصار سد الذي ضرب بشدة الساحل الجنوبى الغربى للبنجلاديش في نوفمبر 2007. وزعت المؤسسة وسائل المساعدة للطوارئ كالغذاء والملابس لاكتر من 900,000 ناجٍ كما أمدت أكثر من 60,000 ضحية بالرعاية الصحية وأمنت مصادر المياة الصالحة للشرب. حاليا تركز المؤسسة على برامج التأهيل طويلة المدى والتي تشمل الإمداد الزراعي وإعادة إعمار البنية التحتية وإعادة المعيشة.